# Cratere Schrödinger
Schrödinger è un grande cratere lunare di 316,39 km situato nella parte sud-occidentale della faccia nascosta della Luna.